# Nancy Kress

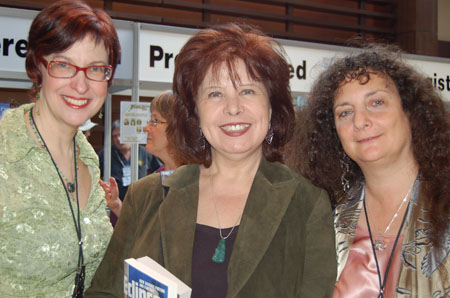
Nancy Kress (in der Mitte), mit Delia Sherman und Ellen Datlow

Nancy Kress (* 20. Januar 1948 in Buffalo, New York als Nancy Anne Koningisor) ist eine US-amerikanische Science-Fiction-Schriftstellerin. Sie ist fünffache Nebula-Award-Preisträgerin und erhielt zweimal den Hugo Award.

## Leben
Nancy Kress wuchs in East Aurora auf und besuchte das College am SUNY Plattsburgh und Brockport, das sie mit einem M.S. in Erziehungswissenschaften und einem M.A. in Englisch abschloss. Sie arbeitete als Grundschullehrerin und zog 1973 wegen ihrer Heirat mit Michael Joseph Kress nach Rochester. Aus der 1984 geschiedenen Ehe gingen zwei Söhne hervor; während einer der Schwangerschaften begann sie zu schreiben. Nancy Kress arbeitete für eine Werbeagentur, wechselte 1990 in den Status einer freischaffenden Autorin und heiratete 1998 den SF-Schriftsteller Charles Sheffield, der 2002 starb. Sie zog daraufhin nach Rochester zurück, um in der Nähe ihrer inzwischen erwachsenen Kinder zu sein. Im Winter 2008/09 lebte Kress in Deutschland und unterrichtete als Picador Guest Professor am American Studies Leipzig Institut. In dieser Funktion gab sie auch mehrere Lesungen in Deutschland.
1976 begann sie Science-Fiction zu schreiben. Bekannt wurde sie aber erst 1991 durch die Erzählung Beggars in Spain (deutsch Bettler in Spanien). Für diese wurden ihr der Hugo- und der Nebula-Award verliehen; sie wurde später zu dem gleichnamigen Roman erweitert.
Viele Werke von Kress handeln in einer nahen Zukunft. Häufig thematisiert sie Gen- und Nanotechnologie sowie ihre Konsequenzen. Bis zum Ende der 1980er Jahre waren ihre Geschichten eher dem Fantasy-Genre zuzuordnen, seitdem schreibt sie überwiegend sogenannte Hard Science-Fiction.

## Werke
- Bettler-Trilogie
  - (Beggars in Spain. 1991)
  - Bettler in Spanien. 1997 ISBN 3-453-12655-6 (Beggars in Spain. 1993), erweiterte Romanfassung
  - Bettler und Sucher. 1997 ISBN 3-453-12656-4 (Beggars and Choosers. 1994)
  - Bettlers Ritt. 1999 ISBN 3-453-14005-2 (Beggars Ride. 1997)
- Probability-Trilogie
  - Sternspringer 2005 ISBN 3-86552-008-1 (Probability Moon. 2000)
  - (Probability Sun. 2001)
  - (Probability Space. 2002)
- Kreuzfeuer
  - Kontakt. 2005 ISBN 3-404-24345-5 (Crossfire. 2003)
  - Feuerprobe. 2006 ISBN 3-404-24353-6 (Crucible. 2004)
- "Yesterday’s Kin"-Trilogie
  - Tomorrow’s Kin, Tor, 2017
  - If Tomorrow Comes, Tor, 2018

- außerdem:
  - 1981: Prince of the Morning Bells (dt. Der Weg zum Herz der Welt, 1982 ISBN 3-442-23815-3)
  - 1984: The Golden Grove (dt. Der goldene Hain, 1985 ISBN 3-442-23872-2)
  - 1985: The White Pipes (dt. Schalmeienklänge, 1985 ISBN 3-442-23864-1)
  - 1985: The Price of Oranges
  - 1987: An Alien Light (dt. Fremdes Licht, 1995 ISBN 3-453-08576-0)
  - 1989: Brainrose (dt. Schädelrose, 1994 ISBN 3-453-07771-7)
  - 1993: The Aliens of Earth (Kurzgeschichtensammlung)
  - 1996: Oaths and Miracles (dt. Verico Target, 1998 ISBN 3-453-13326-9)
  - 1998: Maximum Light (dt. In grellem Licht, 2000 ISBN 3-453-16187-4)
  - 1998: Stinger (dt. Mosquito, 2001 ISBN 3-453-19658-9)
  - 1998: Beakers Dozen (Kurzgeschichtensammlung)
  - 1998: Dynamic Characters
  - 1999: Yanked
  - 2003: Nothing Human
  - 2008: Dogs (dt. Hundewahn, 2012 ISBN 978-3-936922-20-2)
  - 2008: Nano Comes to Clifford Falls and Other Stories (Kurzgeschichtensammlung)
  - 2009: Steal Across the Sky
  - 2020: Sea Change

## Ausgezeichnete Erzählungen
- Out of All Them Bright Stars (Nebula Award 1986)
- Beggars in Spain (Nebula Award und Hugo Award 1992)
- The Flowers of Aulit Prison (Sturgeon Award 1997, Nebula Award 1998)
- Probability Space (Campbell Award 2003)
- Fountain of Age (Nebula Award 2007)
- The Erdmann Nexus (Hugo Award 2009)
- After the Fall, Before the Fall, During the Fall (Nebula Award 2012)

## Kritik
„Nancy Kress läßt sich… viel Zeit für die intensive – psychologisch geprägte – Darstellung ihrer zumeist weiblichen menschlichen Figuren; dabei geht es ihr vor allem um kulturelle und psychologische Konflikte zwischen den so unterschiedlichen Stadtkulturen. So gelingt ihr eine durchaus frauenspezifische Science Fiction, in der auch die Sexualität und das Geschlechterverhältnis, aber vor allem die Problematik interkultureller Kommunikation ihren Stellenwert haben. Dabei überzeugt die Autorin besonders durch ihren Einfallsreichtum und ihre Fähigkeit, Spannung zu erzeugen, indem sie ihre Figuren in nahezu unlösbare Konflikte mit ihren eigenen althergebrachten Vorstellungen treibt…“